# Tentative de coup d'État de 1982 en République centrafricaine

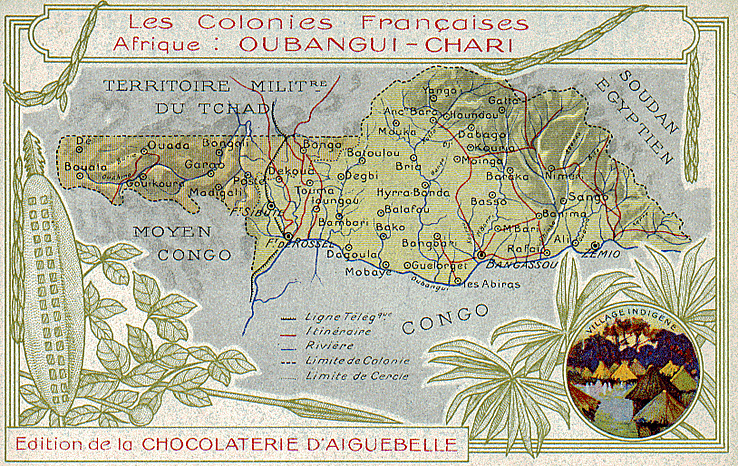
Carte des colonies françaises africaine de l'Oubangui-Chari

La tentative de coup d'État de 1982 en République centrafricaine est une tentative de coup d'État survenue le 3 mars 1982 en République centrafricaine.

## Déroulement
Ange-Félix Patassé, homme politique de l'opposition et chef du parti Mouvement de libération du peuple centrafricain, est revenu d'exil en République centrafricaine et organise le 3 mars 1982 un coup d'État infructueux contre le général André Kolingba (qui a lui-même pris le pouvoir lors du coup d'État de 1981) avec l'aide de quelques officiers militaires. Parmi eux, le général François Bozizé, qui accuse André Kolingba de trahison, proclame le changement de pouvoir dans une annonce radio.
Quatre jours plus tard, n'ayant pas obtenu le soutien des Forces armées centrafricaines, Ange-Félix Patassé se rend déguisé à l'ambassade de France à Bangui pour chercher refuge auprès du Colonel Georges FAURE, attaché militaire à l'ambassade de France. Après des négociations houleuses entre le gouvernement d'André Kolingba et l'Hexagone, Ange-Félix Patassé est autorisé à partir en exil au Togo. François Bozizé fuit vers le nord du pays avec une centaine de soldats, avant lui aussi de se réfugier en France.